# Landéan
Landéan település Franciaországban, Ille-et-Vilaine megyében. Lakosainak száma 1225 fő (2022. január 1.). Landéan La Bazouge-du-Désert, Lécousse, Le Loroux, Louvigné-du-Désert, Parigné, Laignelet és Saint-Ellier-du-Maine községekkel határos.

## Népesség
A település népességének változása:
| Lakosok száma | 917  | 1129 | 1199 | 1246 | 1267 | 1247 | 1205 | 1183 | 1176 | 1225 |
|               | 1968 | 1982 | 1990 | 2006 | 2013 | 2015 | 2017 | 2019 | 2020 | 2022 |